# Mavoor
Mavoor é uma vila no distrito de Kozhikode, no estado indiano de Kerala.

## Demografia
Segundo o censo de 2001, Mavoor tinha uma população de 27 843 habitantes. Os indivíduos do sexo masculino constituem 50% da população e os do sexo feminino 50%. Mavoor tem uma taxa de literacia de 82%, superior à média nacional de 59,5%: a literacia no sexo masculino é de 85% e no sexo feminino é de 79%. Em Mavoor, 13% da população está abaixo dos 6 anos de idade.